# سواران درة بالا (همت أباد)
سواران درة بالا (بالفارسية: سواران‌دره بالا) هي مستوطنة تقع في إيران في قسم همت أباد الريفي.